# Kleinmünster
Kleinmünster ist ein Gemeindeteil von Riedbach im unterfränkischen Landkreis Haßberge in Bayern.

## Geografie
Das Kirchdorf liegt im westlichen Teil des Landkreises in einer Talsenke, die vom Mühlbachsgraben durchflossen wird. Die Kreisstraße HAS 6 von Mechenried nach Kleinsteinach führt durch den Ort. Schweinfurt befindet sich südwestlich in etwa 17 Kilometer Entfernung.

## Geschichte
Die Erstnennung war im Jahr 1303 als „wenigero munstero“. Eine ursprüngliche Siedlung lag wohl etwa 200 Meter südöstlich des heutigen Dorfes, links der Straße nach Mechenried. Seit 1497 ist die Lage des Dorfes und der Kirche an der heutigen Lage nachweisbar.
Kleinmünster war ein Ganerbendorf mit bis zu neun Herrschaften. Anfang des 19. Jahrhunderts hatte es 46 Wohngebäude mit 230 Einwohnern. Ein Haus bewohnten Untertanen von Sachsen-Hildburghausen. In den anderen Häusern lebten Untertanen des Hochstifts Würzburg, der Klöster Mariaburghausen und Theres sowie der Herren Truchseß von Wetzhausen. Gemäß einem Staatsvertrag zwischen dem Großherzogtum Würzburg und dem Herzogtum Sachsen-Hildburghausen wurde im Jahr 1807 Kleinmünster, das zuvor zum sächsischen Amt Königsberg gehörte, an Würzburg abgetreten. 1814 fiel das Großherzogtum Würzburg an Bayern zurück.
1862 wurde die Landgemeinde Kleinmünster in das neu geschaffene bayerische Bezirksamt Haßfurt eingegliedert. 1871 zählte das Kirchdorf Kleinmünster 369 Einwohner, von denen 173 katholisch und 196 evangelisch waren, und 68 Wohngebäude. Eine Schule für jede Konfession befand sich im Ort. Im Jahr 1900 lebten in der 634 Hektar großen Gemeinde 390 Einwohner in 64 Wohngebäuden. 1925 hatte der Ort 64 Wohngebäude und 338 Einwohner, von denen 180 katholisch und 158 evangelisch waren. Die zuständige katholische Pfarrei befand sich im 1,6 Kilometer entfernten Mechenried. Die Protestanten gehörten zur 5,0 Kilometer entfernten Pfarrei Rügheim.
1950 hatte das Kirchdorf 390 Einwohner und 64 Wohngebäude. Im Jahr 1961 zählte Kleinmünster 315 Einwohner und 70 Wohngebäude. 1970 waren es 305 und 1987 265 Einwohner sowie 81 Wohngebäude mit 86 Wohnungen.
Am 1. Juli 1972 wurde im Rahmen der Gebietsreform der Landkreis Haßfurt aufgelöst und Kleinmünster kam zum Haßbergkreis. Am 1. Mai 1978 folgte die Eingemeindung nach Riedbach.

## Baudenkmäler

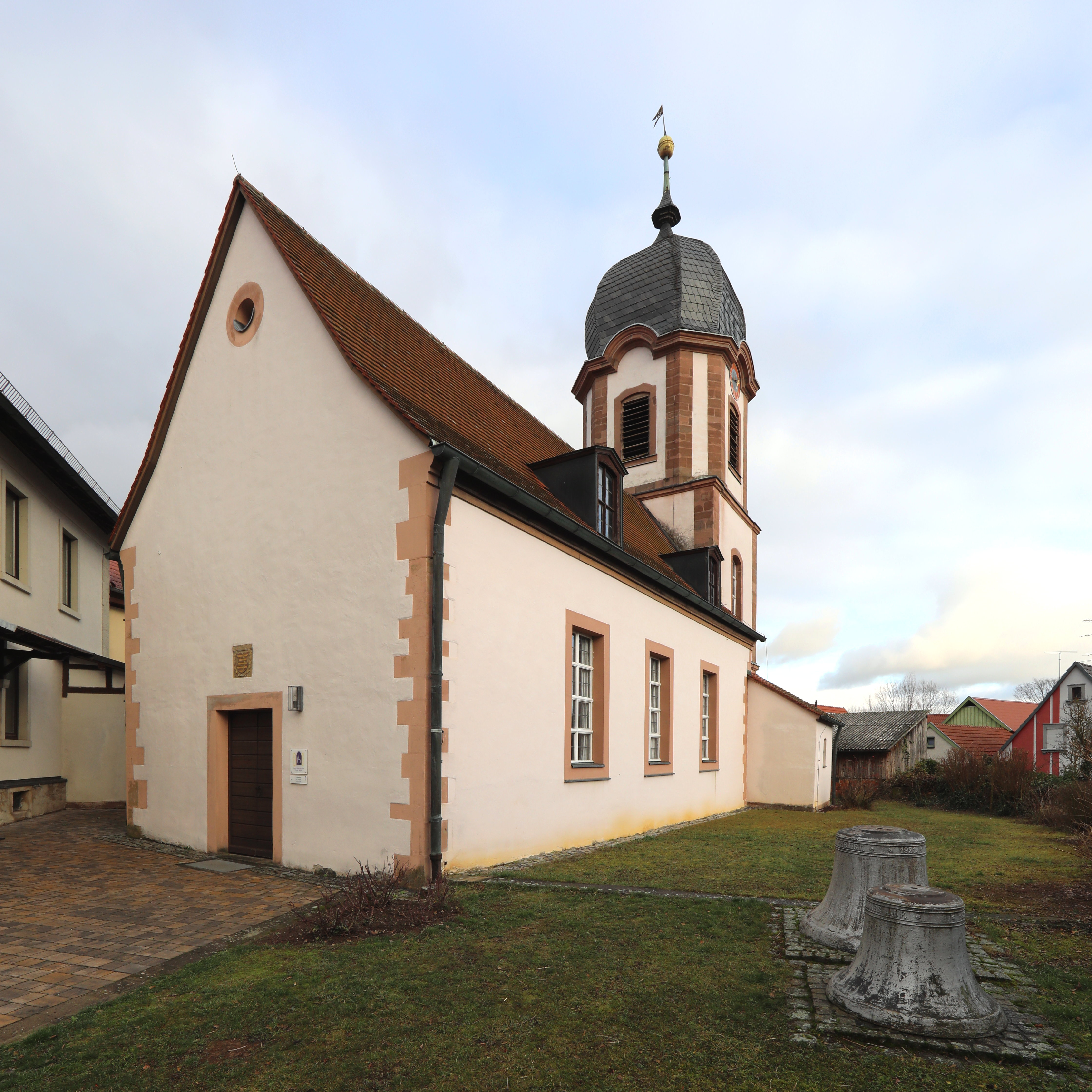
Evangelisch-lutherische Kirche St. Salvator

In der Bayerischen Denkmalliste sind insgesamt acht Baudenkmäler aufgeführt.
Kleinmünster gehört zu den wenigen Dörfern in Unterfranken, in denen Kirchen von zwei christlichen Konfessionen seit Mitte des 19. Jahrhunderts stehen. Das ältere Gotteshaus, die evangelisch-lutherische Kirche St. Salvator im Ortskern wurde erstmals 1319 als Otilienkirche erwähnt. Im Jahr 1688 folgte ein Neubau an derselben Stelle. 1752 wurde ein neuer Kirchturm errichtet und 1877 die Sakristei angebaut. Die Kirche hat einen Chorturm mit Zwiebelhaube und als Langhaus einen Saalbau mit einem Satteldach. Die Fassade des Gotteshauses ist mit Sandstein gegliedert. Über dem Eingang befindet sich das sächsische Wappen.
Die katholische Kuratiekirche St. Margaretha wurde 1865 im neugotischen Stil errichtet. Es ist ein Saalbau mit eingezogenem Chor und Satteldach mit Dachreiter.